# Cosmarium
Cosmarium (von griechisch kosmarion „kleiner Schmuck“) ist der Name einer mit zirka 1000 beschriebenen Vertretern relativ artenreichen Gattung der Zieralgen. Die Gattung gehört zur Familie der Desmidiaceae.

## Beschreibung
Cosmarien bestehen aus zwei meist 5 bis 50 µm großen Halbzellen, die durch einen sogenannten Isthmus, der den Zellkern enthält, verbunden sind. Im Gegensatz zur ähnlichen Gattung Micrasterias sind die oftmals nierenförmigen Halbzellen nicht eingeschnitten oder gelappt. Die Zellwände sind jedoch bei zahlreichen Arten in charakteristischer Weise skulpturiert, so dass leere Zellwände abgestorbener Cosmarien als Bestimmungsmerkmale genutzt werden.
Sie tragen im Gegensatz zu den Zellwänden der ähnlichen Gattungen Staurodesmus, Staurastrum und Xanthidium niemals Stacheln. Neben diesen Merkmalen dienen vor allem Zellgröße, Breite und deren Verhältnis als wichtige Erkennungsmerkmale.
Cosmarien kommen meist in relativ sauberem, weichem Wasser vor und gehören daher z. B. zur Flora der Moore. So gelten Arten wie Cosmarium cucurbita und Cosmarium pygmaeum als sphagnophil. Neben Arten, die eng an bestimmte Lebensbedingungen gebunden sind, gibt es andere, die verbreiteter vorkommen und z. B. kleine Tümpel oder feuchte Erd-, Kies- und Sandplätze besiedeln. Da Biotope mit sauberem weichem Wasser seltener geworden sind, gehören inzwischen zahlreiche Cosmarium-Arten zu den gefährdeten Arten (vgl. Rote Liste gefährdeter Arten).

## Vertreter
- Cosmarium angulosum Bréb.
- Cosmarium auriculatum Reinsch
- Cosmarium bioculatum Bréb. ex Ralfs
- Cosmarium bisphaericum Printz
- Cosmarium blyttii Wille
- Cosmarium borgesenii
- Cosmarium botrytis Menegh. ex Ralfs
- Cosmarium contractum Kirchn.
- Cosmarium costatum Nordst.
- Cosmarium cucumis Corda ex Ralfs
- Cosmarium debaryi W.Archer
- Cosmarium dentatum
- Cosmarium depressum
- Cosmarium dilatatum Lütkem.
- Cosmarium elegantissimum P.Lundell
- Cosmarium exiguum W.Archer
- Cosmarium fontarabiense
- Cosmarium fontrabiense
- Cosmarium formosulum Hoff
- Cosmarium furcatospermum W.West & G.S.West
- Cosmarium granatum Bréb. ex Ralfs
- Cosmarium hammeri Reinsch
- Cosmarium humile (F.Gay) Nordst.
- Cosmarium impressulum Elfving
- Cosmarium isthmium W.West
- Cosmarium laeve Rabenh.
- Cosmarium levinotabile
- Cosmarium lundellii Delponte
- Cosmarium norimbergense
- Cosmarium obsoletum (Hantzsch) Reinsch
- Cosmarium obtusatum Schmidle
- Cosmarium ochthodes Nordst.
- Cosmarium ovale Ralfs ex Ralfs
- Cosmarium pachydermum P.Lundell
- Cosmarium praemorsum
- Cosmarium pseudoconnatum Nordst.
- Cosmarium quadrum P.Lundell
- Cosmarium rectangulare Grunow
- Cosmarium reniforme (Ralfs) W.Archer
- Cosmarium sexangulare P.Lundell
- Cosmarium sp. ACKU 1232
- Cosmarium subcostatum Nordst.
- Cosmarium subcucumis Schmidle
- Cosmarium subprotumidum Nordst.
- Cosmarium subtumidum Nordst.
- Cosmarium succissum W.West
- Cosmarium tenue W.Archer
- Cosmarium trilobulatum Reinsch
- Cosmarium tumidum P.Lundell
- Cosmarium undulatum Corda
- Cosmarium vexatum W.West

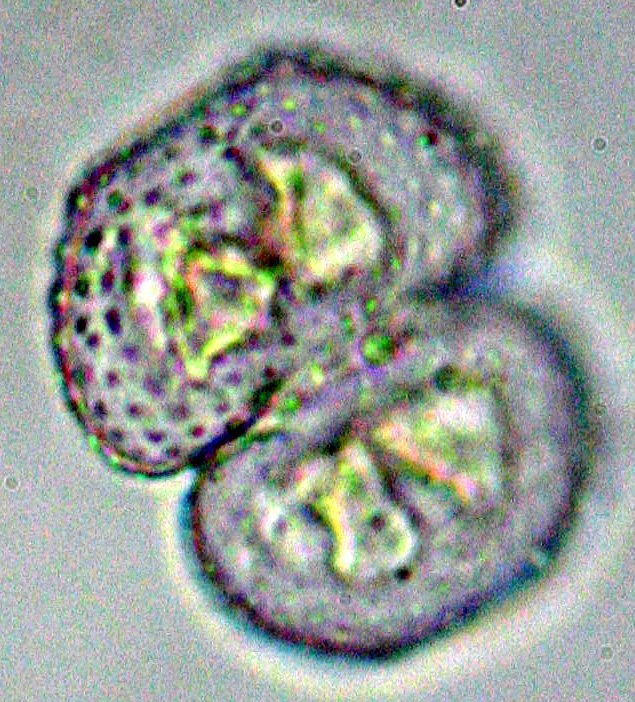
Cosmarium vexatum
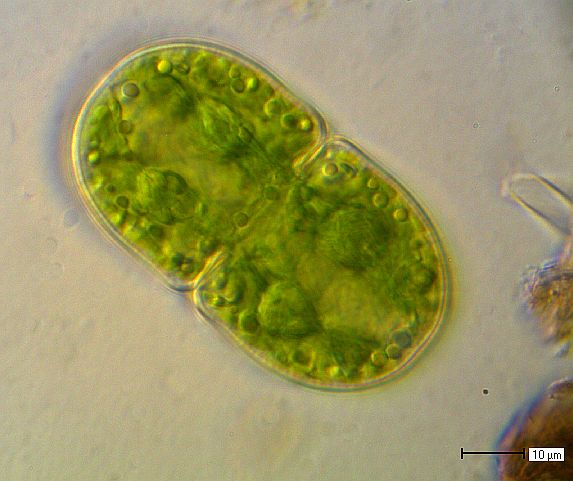
Cosmarium quadratum (68 × 37 µm)
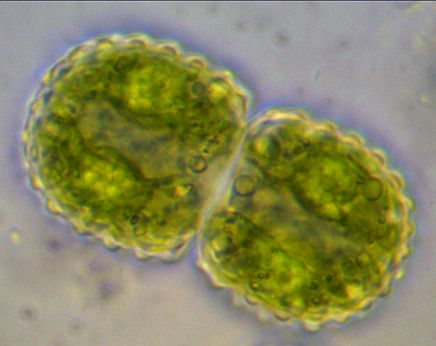
Cosmarium pseudamoenum (48 × 25 µm)